# 乔治·霍曼斯

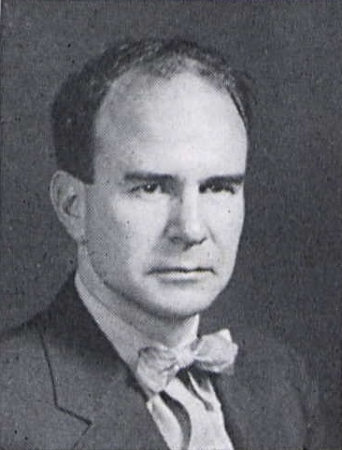
乔治·霍曼斯

乔治·卡斯帕·霍曼斯（1910年8月11日-1989年5月29日）是一位美国社会学家，集群行为和社会交换论研究者，美国社会学协会第54任会长。他也是美国第二任总统约翰·亚当斯的曾孙。1956年当选美国文理科学院院士，  1964年当选为美國哲學學會會士，  1972年当选美国国家科学院院士。 